# Chari
Chari eller Shari är en flod i Centralafrika, huvudsakligen i Tchad. Den är huvudtillflöde till Tchadsjön och är cirka 1 100 km lång. Dess källfloder Bamingui, Gribingui och Ouham rinner upp i Centralafrikanska republiken. Tillsammans med bifloderna Bahr Aouk, Bahr Kéita och Bahr Salamat, som alla kommer från Darfur i Sudan, bildar floden ett stort inlandsdelta nedanför staden Sarh. Den möter vid N'Djamena bifloden Logone, som kommer västerifrån. Huvudfloden är segelbar under regntiden.